# Palais de l'Isle
Palais de l'Isle, även Palais de l'Île, är en liten befäst borg belägen på en ö i floden Thiou i centrala Annecy i östra Frankrike. Borgen, som uppfördes på 1100-talet, användes tidigare främst som fängelse, men är idag ett museum över staden Annecys historia och arkitektur. Domstolssalen, fängelsecellerna och kapellet kan besökas.
Palais de l'Isle är sedan år 1900 ett monument historique.